# Picumnus minutissimus
Picumnus minutissimus е вид птица от семейство Picidae. Видът е почти застрашен от изчезване.

## Разпространение
Видът е разпространен в Гвиана, Суринам и Френска Гвиана.